# 中歐地區城鎮的德語名

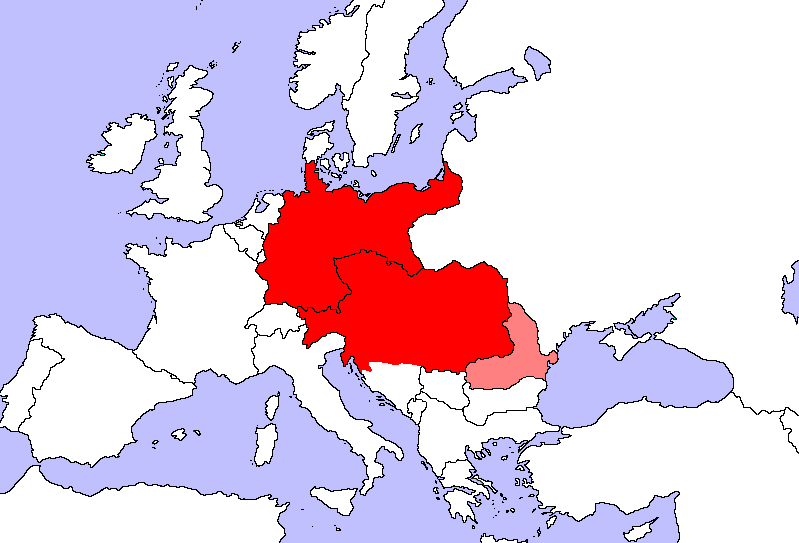
1918年前，兩大德意志人主導的帝國統治了中歐的絕大部分

中歐的許多地方傳統上以德語命名，這些國家主要是之前由德意志帝國和奧地利帝國統治但主體民族不是德意志人，也現在不講德語。許多此類名稱已被該地區的德國人使用了幾個世紀，其歷史可追溯至東向殖民運動，而其他一些名稱只是當地名稱的德語音譯或19世紀或20世紀發明的名稱。
前者是從中世紀早期到第二次世界大戰結束時的德國人就居住的城鎮，例如布雷斯勞、埃格爾、赫爾曼施塔特或斯德丁。後者例如在波蘭分治後被普魯士或奧地利吞併的波蘭城鎮，如霍傑日（波蘭語：Chodzież；德語：Kolmar in Posen、亞羅欽（波蘭語：Jarocin；德語：Jaroschin）或伊諾弗羅瓦茨夫（波蘭語：Inowrocław；德語：Inowrazlaw），或被吞併的波斯尼亞和黑塞哥維那。
在某些情況下，特別是在東中歐，城鎮或城市大量居住著包括德意志人的兩個或多個民族的成員。只要這些地方是德意志帝國或奧匈帝國的一部分，這些德語名字通常被德意志人使用（通常也用英語和大多數其他語言採用德語寫法）而當地的斯拉夫、馬扎爾或羅馬尼亞居民則用他們自己的名字來命名這些地方。
二戰後中東歐的德國人大量被驅逐時，德語的名字逐漸在德語和其他語言中被廢棄，特別是對於小城鎮。採用的新的斯拉夫名稱來取代源自德國的名稱。在波蘭，地名決定委員會在新獲得的土地上確定了新地名，最常見的是恢復為以前的斯拉夫名稱，但經常發明新名稱。
但澤、哥尼斯堡或布雷斯勞等主要城市的德語名稱在德國仍然很容易辨認並經常使用（但澤大約有一半時間；布雷斯勞稍少）。僅在少數情況下始終使用德語名稱（主要是大型城市），例如布拉格或華沙等，幾乎完全用其德語名稱（Prag、Warschau）來指代，就像它們在英語和其他語言中那樣。